# Kadumbugu (vattendrag)
Kadumbugu är ett vattendrag i Burundi.   Det ligger i provinsen Kayanza, i den centrala delen av landet, 50 kilometer nordost om huvudstaden Bujumbura.
Omgivningarna runt Kadumbugu är en mosaik av jordbruksmark och naturlig växtlighet. Runt Kadumbugu är det tätbefolkat, med 297 invånare per kvadratkilometer.